# Loreto de Franchis
Loreto de Franchis, anche riportato come Loreto di Franco, (Castel di Sangro, 1578 – Minori, 1638) è stato un vescovo cattolico italiano.

## Biografia
Nato a Castel di Sangro nel 1578, fu ordinato sacerdote nel 1604. Fu quindi vicario generale dell'arcidiocesi di Chieti e nel 1634 venne nominato vescovo di Capri da papa Urbano VIII, ricevendo la consacrazione il 24 marzo di quell'anno da Francesco Maria Brancaccio, insieme a Fausto Caffarelli e Giovanni Battista Altieri come co-consacranti. Nel 1636 fu trasferito alla diocesi di Minori e lì morì nel 1638.

## Genealogia episcopale
La genealogia episcopale è:
- Cardinale Guillaume d'Estouteville, O.S.B.Clun.
- Papa Sisto IV
- Papa Giulio II
- Cardinale Raffaele Riario
- Papa Leone X
- Papa Clemente VII
- Cardinale Antonio Sanseverino, O.S.Io.Hier.
- Cardinale Giovanni Michele Saraceni
- Papa Pio V
- Cardinale Innico d'Avalos d'Aragona, O.S.Iacobi
- Cardinale Scipione Gonzaga
- Patriarca Fabio Biondi
- Papa Urbano VIII
- Cardinale Cosimo de Torres
- Cardinale Francesco Maria Brancaccio
- Vescovo Loreto de Franchis